# Lone Maslocha
Anna Louise Christine "Lone" Maslocha, nata Mogensen (Klucze, 26 ottobre 1921 – Gentofte, 3 gennaio 1945), è stata una fotografa danese, di origine polacca, una combattente della resistenza durante l'occupazione tedesca della Danimarca nella seconda guerra mondiale.
Ha fatto parte dell'organizzazione polacca Felicja, che dalla Danimarca ha collaborato con gli inglesi, e al movimento di resistenza danese Holger Danske.
È stata uccisa dalla Gestapo insieme al marito polacco Lucjan Masłocha nella notte tra il 2 e il 3 gennaio, pochi giorni dopo il loro matrimonio.

## Biografia
Anna Louise Christine Mogensen nacque il 26 ottobre 1921 a Klucze, in Polonia, terza di tre figli. I suoi genitori, Louise Friis (1884-1947) e Knud Mogensen (1881–1943), erano danesi. Il padre, ingegnere, lavorava per l'azienda danese di cemento FL Smidth. Nel 1936, preoccupati dalla crescente tensione politica in Polonia, i Mogensen fecero ritorno in Danimarca, dove Lone frequentò la Snoghøj Gymnastikhøjskole, prima di formarsi come fotografa da Rigmor Mydtskov.

## Partecipazione alla Resistenza
Dall'autunno del 1939, l'intera famiglia, con altri danesi legati alla Polonia e alle associazioni di immigrati polacchi, partecipò all'opera di soccorso di profughi giunti in Danimarca dopo l'invasione tedesca della Polonia. A Copenaghen Lone si impegnò politicamente diventando membro del movimento giovanile conservatore. Knud, il fratello maggiore, nel gennaio 1940 prese parte come volontario alla guerra russo-finlandese del 1940 e in seguito fu un ufficiale dei servizi segreti danesi. Anche Jørgen, l'altro fratello, era associato al movimento di resistenza e condusse attività di intelligence.
Insieme ai fratelli, Lone collaborò ai movimenti di resistenza clandestina Studenternes Efterretningstjeneste e Hjemmefronten. Entrò a far parte dell'organizzazione di intelligence polacca Felicja, che dalla Danimarca collaborava con gli inglesi, e si avvicinò al gruppo di resistenza Holger Danske, scattando fotografie per i principali sabotatori dell'organizzazione, come Jørgen Haagen Schmith, conosciuto con il nome di Citronen (Limone).
Il suo coinvolgimento la portò in contatto con il futuro marito, Lucjan Masłocha, ufficiale polacco di marina, a capo dall'autunno 1943 di un dipartimento del servizio di intelligence polacco-inglese in Danimarca, che fungeva da collegamento tra Londra e la Polonia. Insieme condussero attività di spionaggio, di radiotelegrafia e, come corrieri, numerose missioni tra la Danimarca e la Svezia.

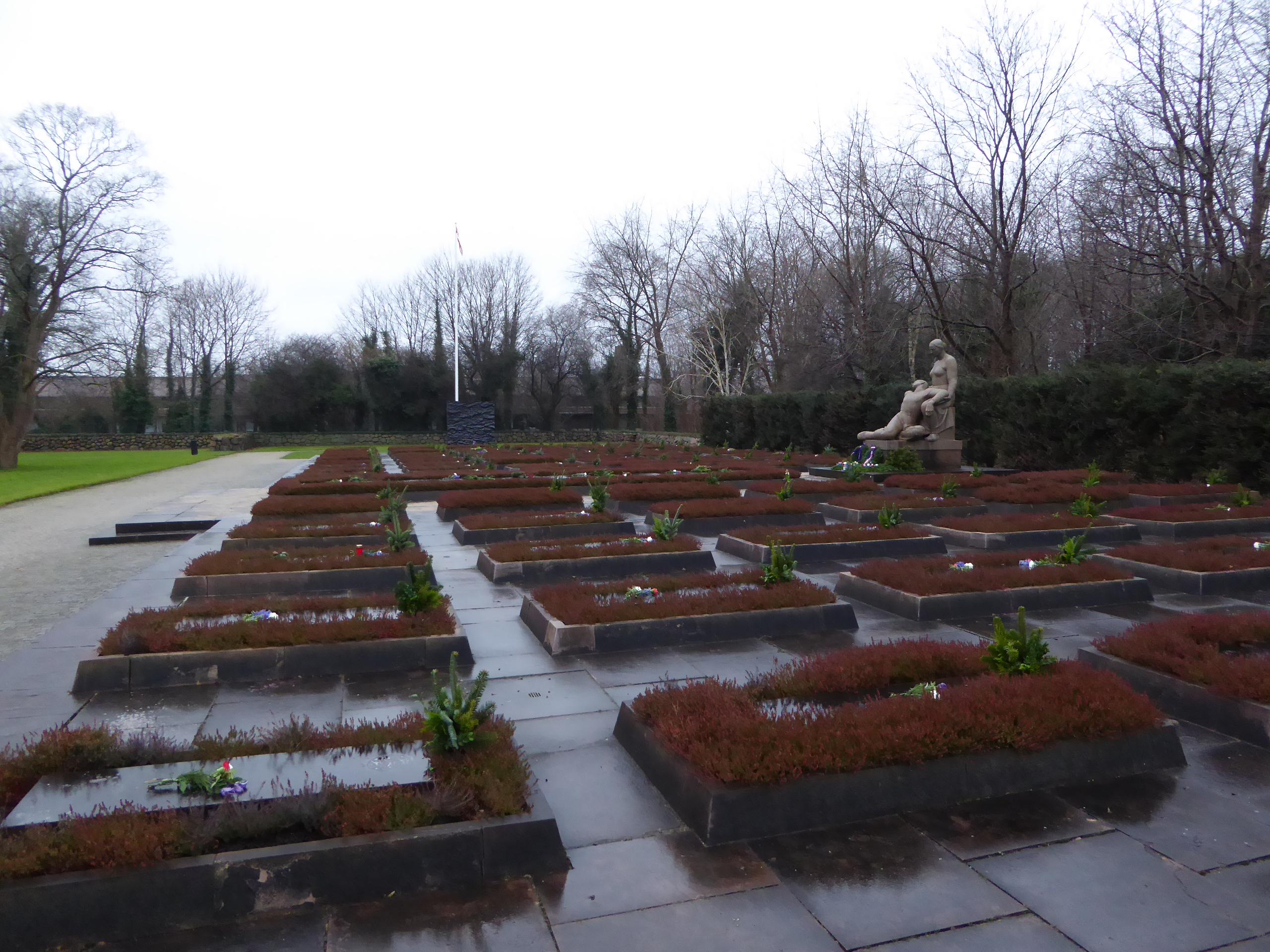
Mindelunden i Ryvangen (Parco della memoria), dove sono sepolti i caduti della resistenza danese

In Svezia, dove si stabilì dall'estate del 1944 al dicembre dello stesso anno, Lone usò come nomi di copertura Inge Sørensen, Inga Söndergaard e Maja Matjeka.
La coppia si trasferì in una casa a Gentofte, appena a nord di Copenaghen, sfuggendo all'arresto quando i tedeschi scoprirono la rete di resistenza polacca nella primavera del 1944. Continuò a collaborare con i membri danesi di Studenternes Efterretningstjeneste.
Alla vigilia di Capodanno del 1944, Lone e Lucjan si sposarono segretamente nella cattedrale di Sant'Ansgario a Copenaghen. Il loro matrimonio durò solo due giorni poiché nella notte dal 2 al 3 gennaio 1945 furono scoperti da una pattuglia della Gestapo. Il capo della pattuglia sparò con la mitragliatrice attraverso la porta della casa in cui si trovavano, uccidendo sul colpo Lone Maslocha e ferendone il marito,che morì dopo alcuni giorni. Entrambi sono sepolti nel Parco della Memoria di Ryvangen, in Danimarca.
Lucjan Masłocha è l'unico straniero e Lone Maslocha l'unica donna tra le 106 tombe dei combattenti della resistenza danese morti nella lotta contro i tedeschi.

## Decorazioni
1945: Il governo polacco in esilio le conferì la Croce d'argento dell'Ordine Virtuti Militari (n. 11.131).